# كيلي مور
كيلي مور (بالإنجليزية: Kelly Moore)‏ هو مهندس أمريكي، ولد في 31 يناير 1959 في Scarborough, Maine ‏ في الولايات المتحدة.

## وصلات خارجية
- كيلي مور على موقع Racing-Reference.info (الإنجليزية)